# Конрат (Висконсин)
Конрат (енгл. Conrath) град је у америчкој савезној држави Висконсин.

## Демографија
По попису из 2010. године број становника је 95, што је 3 (-3,1%) становника мање него 2000. године.
| Група             | 2000.      | 2010.      |
| Белци             | 95 (96,9%) | 86 (90,5%) |
| Афроамериканци    | 0 (0,0%)   | 9 (9,5%)   |
| Азијати           | 0 (0,0%)   | 0 (0,0%)   |
| Хиспаноамериканци | 0 (0,0%)   | 0 (0,0%)   |
| Укупно            | 98         | 95         |